# Джулі Чу
Джулі Чу (Julie Chu; нар. 13 березня 1982, Бриджпорт, Коннектикут, США) — американська хокеїстка, нападник. Призерка чотирьох Олімпіад і п'ятиразова чемпіонка світу.

## Спортивна кар'єра
Виступала за команди:
| Роки      | Клуб                     | Ліга                                       |
| --------- | ------------------------ | ------------------------------------------ |
| 2002–2007 | Гарвардський університет | Національна асоціація студентського спорту |
| 2007–2010 | «Міннесота Вайткапс»     | Західна жіноча хокейна ліга                |
| 2010–2015 | «Монреаль Старз»         | Канадська жіноча хокейна ліга              |
| 2015–2017 | «Монреаль Канадієнс»     | Канадська жіноча хокейна ліга              |

У складі національної збірної провела на Олімпійських іграх — 20 матчів (4+16), на чемпіонатах світу — 44 матчі (13+34). Обиралася до символічної збірної на світових першостях 2008 і 2009 років. Найкращий бомбардир турніру-2009 — 10 очок (5+5).
З 2007 року працює тренером в університетських хокейних командах.

## Досягнення
- Олімпійські ігри

Срібний призер (3): 2002, 2010, 2014
Бронзовий призер (1): 2006
- Чемпіонат світу

Переможець (5): 2005, 2008, 2009, 2011, 2013
Срібний призер (4): 2001, 2004, 2007, 2012
- Кубок чотирьох націй[en]

Переможець (3): 2003, 2008, 2011
Срібний призер (7): 2000, 2002, 2004, 2005, 2006, 2007, 2010
- Кубок Клаксона[en]

Переможець (2): 2010, 2011 («Монреаль Старз»)

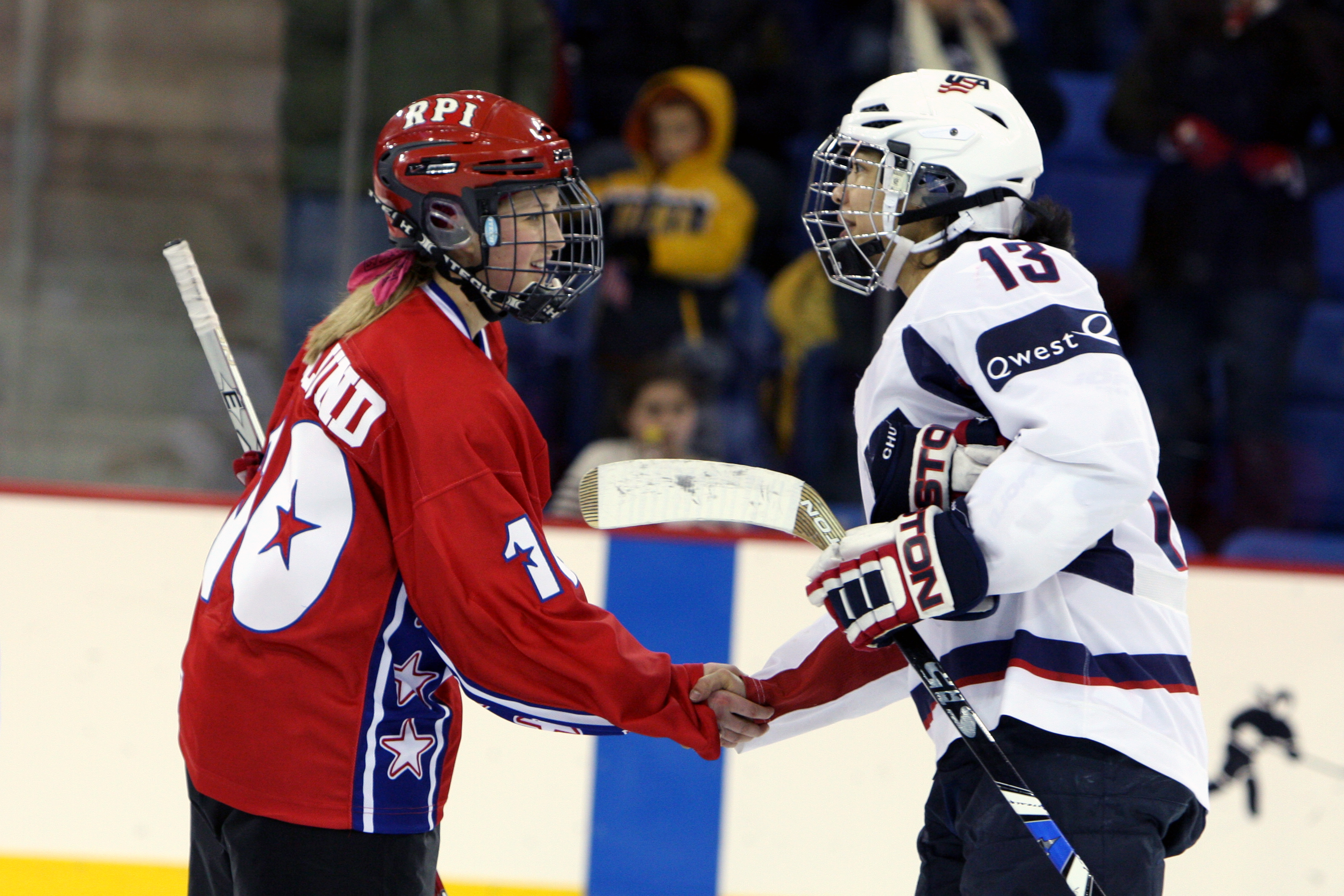
Вітні Неслунд і Джулі Чу.
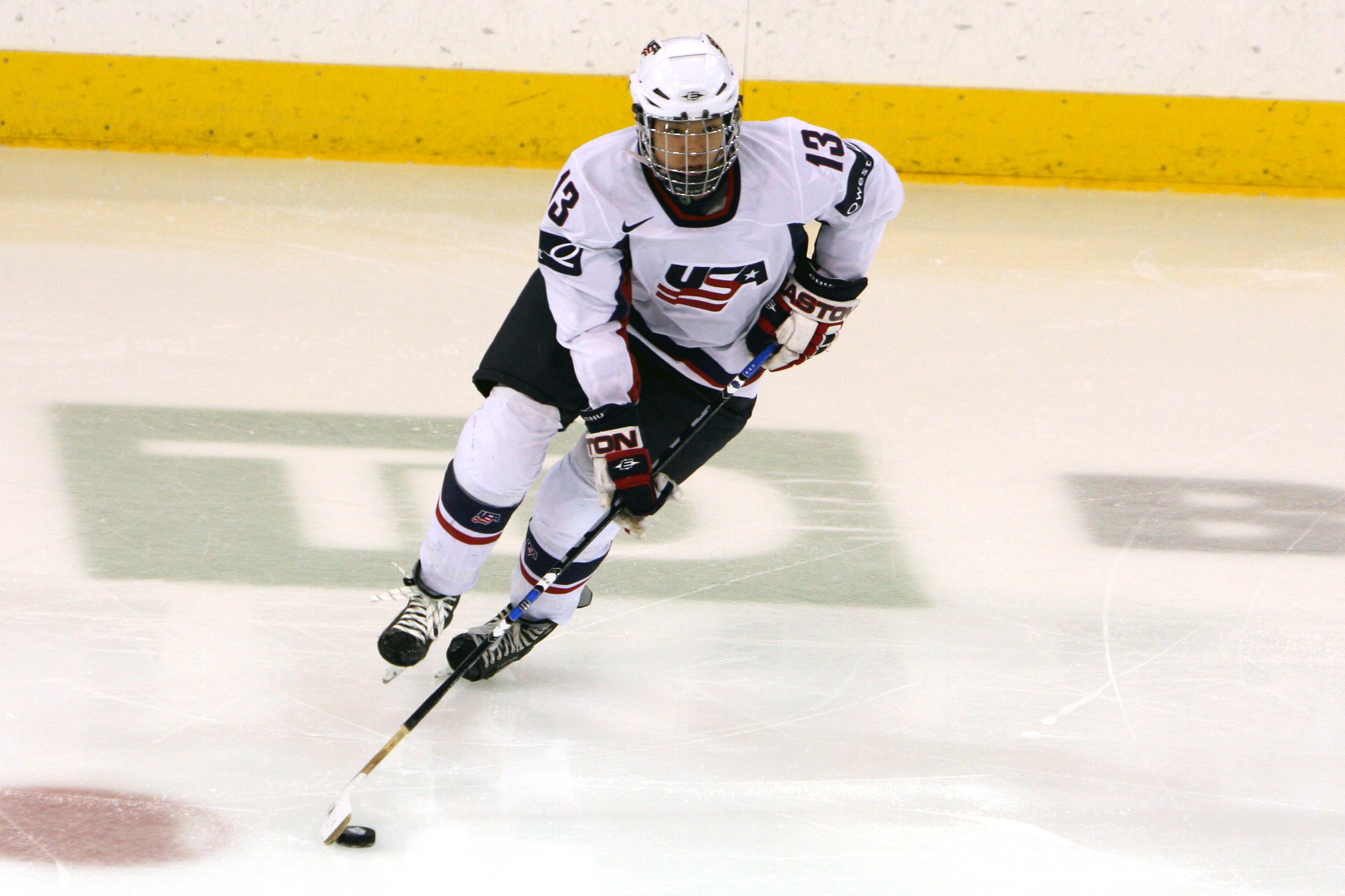
У складі збірної США.
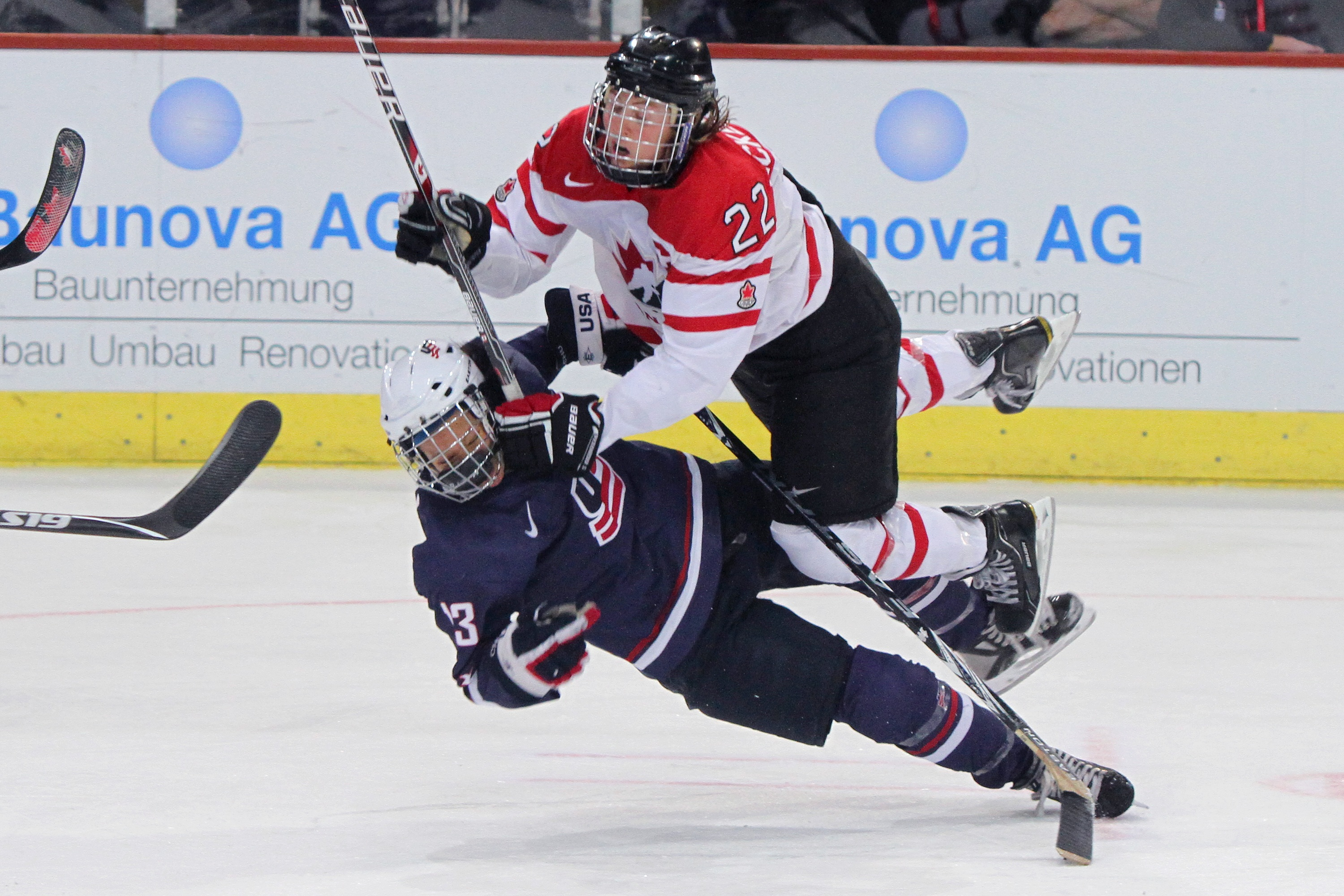
Джулі Чу (№13) і Гейлі Вікенгайзер (№22).
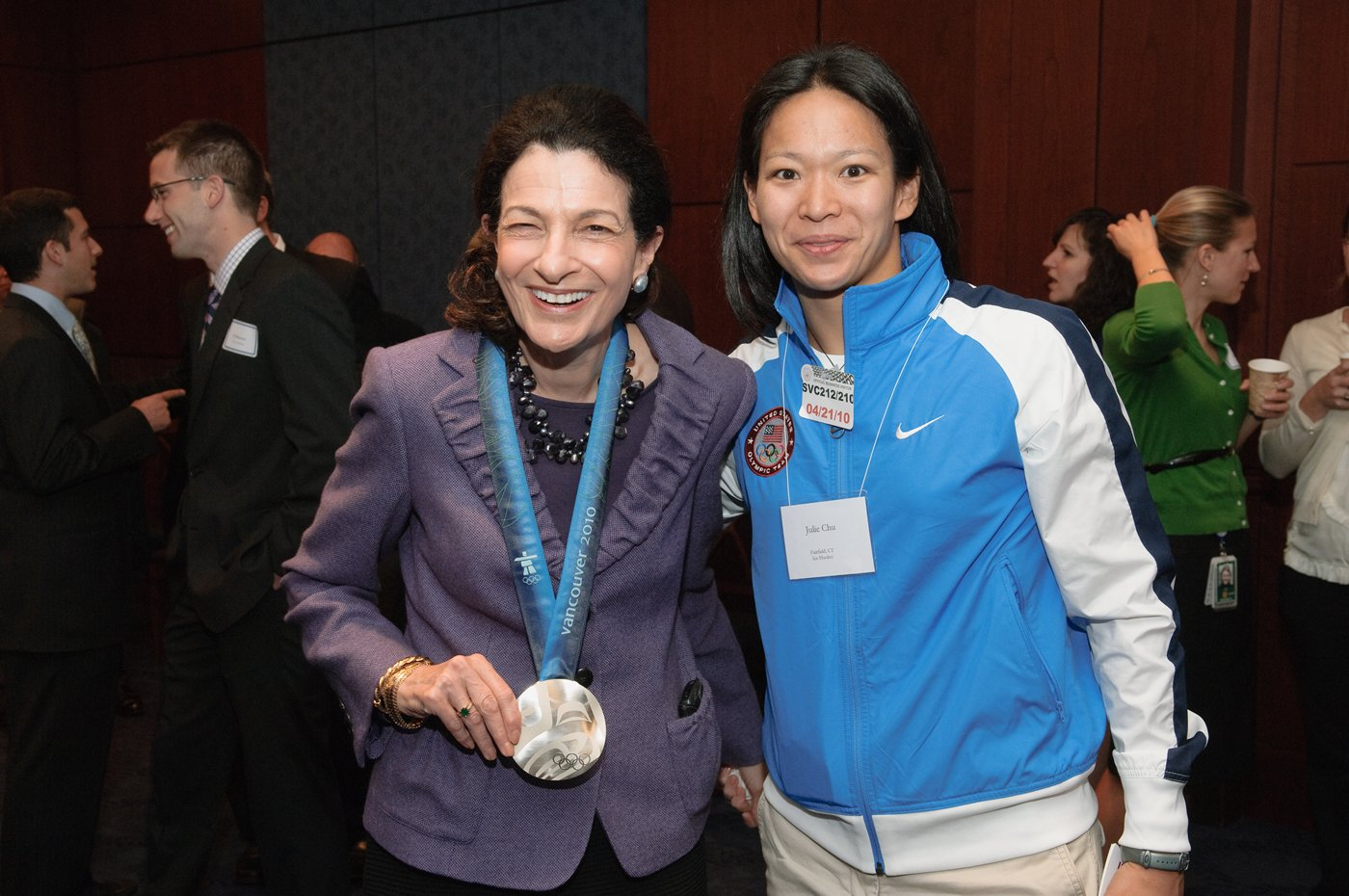
Сенатор Олімпія Сноу і Джулі Чу.